# Liste der Kulturdenkmäler in Nimshuscheid
In der Liste der Kulturdenkmäler in Nimshuscheid sind alle Kulturdenkmäler der rheinland-pfälzischen Ortsgemeinde Nimshuscheid aufgeführt. Grundlage ist die Denkmalliste des Landes Rheinland-Pfalz (Stand: 27. Juni 2022).

## Einzeldenkmäler
| Bezeichnung                           | Lage                                            | Baujahr         | Beschreibung                                                                      | Bild                           |
| ------------------------------------- | ----------------------------------------------- | --------------- | --------------------------------------------------------------------------------- | ------------------------------ |
| Katholische Filialkirche St. Brigitta | Hauptstraße Lage                                | 1790            | Saalbau mit Spitzhelmdachreiter, angeblich von 1790, Vorhalle 1843                | weitere Bilder Fotos hochladen |
| Wegekreuz                             | Hauptstraße, bei Nr. 12 Lage                    | 18. Jahrhundert | Schaftkreuz mit Rundbogennische, wohl aus dem 18. Jahrhundert                     | Fotos hochladen                |
| Wegekreuz                             | Hauptstraße, bei Nr. 18 Lage                    | 1614            | Schaftkreuz, bezeichnet 1614                                                      | Fotos hochladen                |
| Wegekreuz                             | Nimshuscheider Mühle, Talstraße, bei Nr. 5 Lage | 1616            | reliefiertes Vollnischenkreuz, bezeichnet 1616                                    | Fotos hochladen                |
| Wegekreuz                             | Waldstraße, gegenüber Nr. 16 Lage               | 1701            | Nischenkreuz, bezeichnet 1701; durch Vandalismus zerstört, Restaurierung fraglich | Fotos hochladen                |
| Wegekreuz                             | nordwestlich des Ortes auf dem Dillenberg Lage  | 1815            | kleines Schaftkreuz, bezeichnet 1815                                              | Fotos hochladen                |